# Francoprovençaals
Francoprovençaals, ook wel Arpitaans genoemd, is een taal in het westen van de Alpen die behoort tot de Gallo-Romaanse talen. Het taalgebied wordt voor het gemak Arpitanië genoemd. Het Francoprovençaals wordt gesproken door ongeveer 113.000 mensen, in verschillende variëteiten. De taal wordt ernstig in haar voortbestaan bedreigd.

## Naamherkomst
In 1873 werd de taal pas werkelijk beschreven door de Italiaanse taalkundige Graziadio Isaia Ascoli. Hij gaf deze Gallo-Romaanse taal de Italiaanse naam Franco-Provenzale (Frans: Francoprovençal, Nederlands: Franco-Provençaals), omdat gedacht werd dat het ging om een overgangstaal tussen de langues d'Oïl en de langue d'Oc. Nadat bleek dat het geen overgangstaal was maar een volwaardige Gallo-Romaanse taal, werd in wetenschappelijke kringen de naam voortaan zonder koppelteken geschreven. De benaming "Francoprovençaals" blijft nochtans beperkt tot academische kringen, wellicht omdat het verwarring met het echte Provençaals in de hand werkt.
In de Aostavallei introduceerde de auteur Joseph Henriet daarom in de jaren 70 van de 20e eeuw de term Arpetan ⓘ (Nederlands: Arpitaans), om verwarring te voorkomen. De term is verdeeld over de lettergrepen: ARP (weide) I (regio) TAN (bewoner). Het gaat dus om de taal van een bergvolk dat de Alpen (weiden) bewoont. Deze term wordt sindsdien in het hele taalgebied het meest toegepast.

## Geschiedenis
Net als bij de andere Romaanse talen is de oorsprong van het Francoprovençaals te zoeken in het Latijn zoals dat werd gesproken door het volk woonachtig tussen de Povlakte en de Rhônevallei. Binnen dit grondgebied vond door de Romeinse overheersing een romanisering plaats, waardoor de onderworpen Kelten geleidelijk het Latijn overnamen, maar eveneens enkele leenwoorden behielden uit de eigen lokale Keltische taal. Na de val van het Romeinse Rijk in 476 viel de Latijnse taal eveneens uiteen in diverse Romaanse talen, waaronder het Francoprovençaals. De oudste Francoprovençaalse geschriften dateren uit de 13e eeuw.
De Francoprovençaalse talen bleven een veelal gesproken taal rond de grensstreek van Frankrijk tot het uitbreken van de Franse Revolutie van 1789, waarna de Franse troepen de buurlanden in de Franse periferie binnenvielen. Voor de jakobijnen was het Frans de taal van vrijheid en vooruitgang en waren de andere talen in de republiek ouderwetse, boerse dialecten (patois, brabbeltaal). Om politieke redenen werd de sprekers van bovenaf de Franse taal opgelegd, waarmee een dalende lijn werd ingezet van het aantal Francoprovençaalse moedertaalsprekers. Sindsdien wordt alleen in de Italiaanse regio Aostavallei het bestaan en de waarde van de taal officieel door de overheid erkend.
Hoewel er een literatuur bestaat, is het Francoprovençaals tegenwoordig een relatief onbekende taal, mede omdat zijn ontdekking van recente oorsprong is. De taal wordt in geringe mate ook wel Langue d'Ouè genoemd, als toevoeging aan de drie taalgroepen die Dante Alighieri in circa 1300 omschreef in zijn werk De vulgari eloquentia (Over de schoonheid van de moedertaal) en deze vervolgens noemde naar de wijze waarop een taal « ja » zei. In Zwitserland wordt de taal ook het Romandisch genoemd, maar in Romandië is het Francoprovençaals al veelal verdrongen door het Zwitsers-Frans.
Sinds de 20e eeuw wordt het Francoprovençaals zeer langzaam verdrongen door het Frans. Het Savoyaards-Frans en het Zwitsers-Frans hebben een aanzienlijk aantal Francoprovençaalse leenwoorden.
In 1998 werd het Arpetan supradialèctâl geïntroduceerd, een kunstmatige standaardtaal die berust op de grootste dialecten. Deze standaardtaal richt zich op de gelijkenissen tussen de streektalen en zorgt voornamelijk voor één uniform schrift voor Francoprovençaalse regio's. Dit schrift wordt onder meer gebruikt in recente literatuur en op het internet. Deze taal is niemands moedertaal.
Over het algemeen kennen de sprekers het begrip Arpitaans of Francoprovençaals niet, maar gebruiken ze de naam van hun lokale dialect of namen zoals patois.

## Dialectvarianten

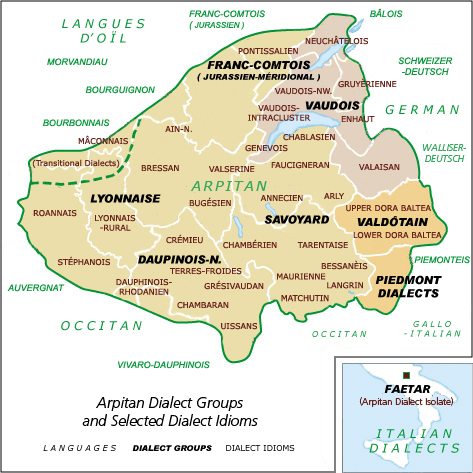
De dialectvarianten van het Francoprovençaals

Over de indeling van het Francoprovençaals bestaat geen officiële eenstemmigheid. Het Francoprovençaals wordt in diverse variëteiten gesproken. De variëteiten kunnen echter weer hun eigen lokale dialecten hebben. Het Observatoire linguistique heeft in 1999 het taalgebied in acht dialectvarianten laten onderverdelen:
1. Lyonees (Frankrijk)
2. Dauphinees (Frankrijk)
3. Savoyaards (Frankrijk)
4. Franc-Comtois (Frankrijk en Zwitserland)
5. Vauds, ook wel: Waadlands (Zwitserland)
6. Valdostaans (Italië)
7. Faetar (Italië)
8. Piëmontese dialecten (Italië)

Het Valdostaans en het Savoyaards worden soms door de betreffende gemeenschappen (regionalisten, separatisten of simpelweg patriotisten) als een aparte taal gezien.

## Het taalgebied
De variëteiten worden vooral gesproken in het grootste deel van de voormalige Franse regio Rhône-Alpes (in de driehoek Lyon, Grenoble, Genève), maar ook in het Italiaanse Aostavallei en in het westen van Zwitserland.

### Frankrijk

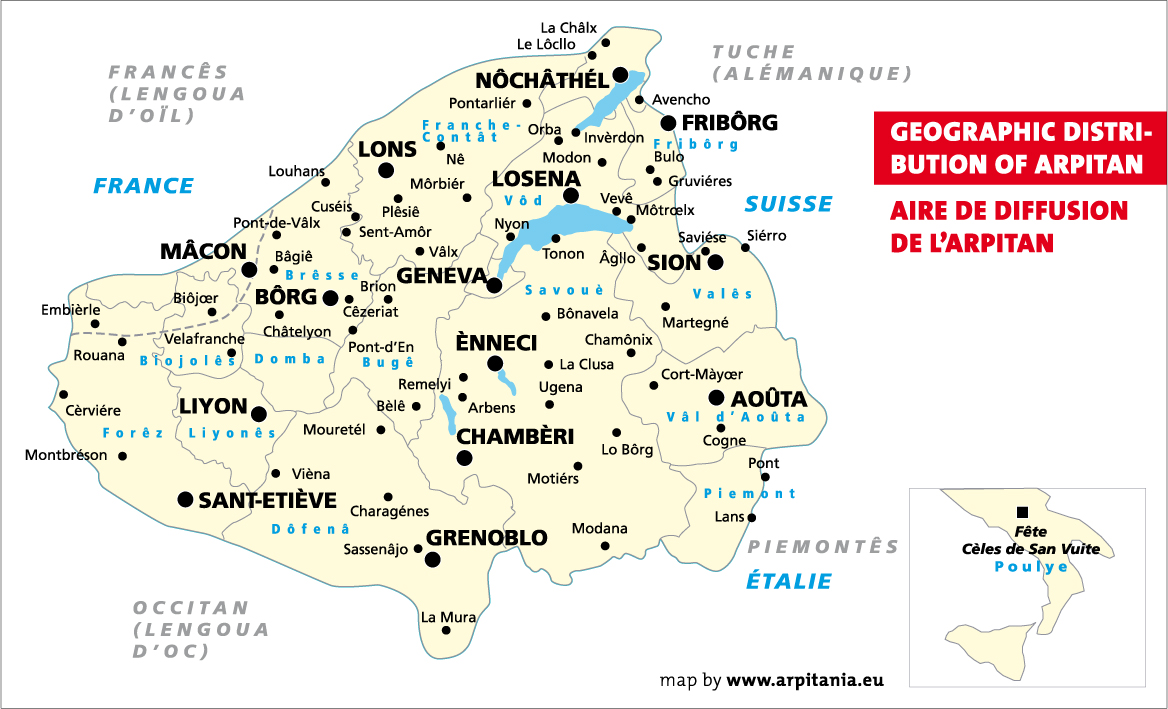
Topografie van het Francoprovençaalse taalgebied. In de inzet de ligging van 2 plaatsen in Apulië waar ook Francoprovençaals wordt gesproken.

- Een groot deel van de Rhône-Alpes en Franche-Comté regio, waarvan de volgende departementen: Jura (het zuiden), Doubs (het zuiden), Haute-Savoie, Savoie, Isère (behalve het zuidelijke deel), Rhône, Drôme (het uiterste noorden), Ardèche (het uiterste noorden), Loire, Ain en Saône-et-Loire (het zuiden).

### Italië
- In de Aostavallei, de provincie Turijn (hoge en middelbare dal van Susa, de Moncenisio en de minder bekende dalen van Lanzo, Orco-Soana en Sangone), en twee dorpen in de Zuidoost-Italiaanse regio Apulië (Faeto en Celle di San Vito).

### Zwitserland
- Een groot deel van Romandië, een deel van de volgende kantons: Genève, Vaud, een klein aantal in Valais, Freiburg, en een groot gedeelte in Neuchâtel.

## Schrijfwijze
Het Francoprovençaals wordt doorgaans opgeschreven in het Latijnse alfabet, waarin men optioneel zowel naar fonetisch als naar etymologisch principe kan schrijven. Onder de Franse taalpolitiek kregen daarna alle dialecten en talen die afweken van het algemeen Frans een lage status, met als gevolg dat er weinig aandacht aan onderzoek en een eventueel standaardschrift voor het Francoprovençaals werd besteed. Dit zorgde ervoor dat men in verschillende plaatsen verschillende fonetische schriften naast elkaar begon te hanteren. Tegen het einde van de 20e eeuw en tegen het begin van de 21e eeuw werden er verschillende schriften geïntroduceerd, maar slechts twee categorieën van schriften worden op grotere schaal gehanteerd: de fonetische schriften en het etymologische schrift.

### Fonetisch schrift
Om de klanken uit de gesproken taal eenduidig in geschreven vorm vast te leggen, werden er vanaf de jaren 70 door verschillende dialectologen diverse regionale fonetische schriften ontwikkeld voor de Francoprovençaalse dialecten. Allen hebben gemeen dat het een notatiesysteem betreft voor de klanken die in de Arpitaanse taal voorkomen, met onder meer een hele reeks diakritische tekens om kleine uitspraakverschillen aan te geven. Eigenlijk is het dus schrijven vanuit het Franse of Italiaanse alfabet, wat je het hoort in elk Francoprovençaals dialect. De schriften kunnen door Italiaans- en Franstaligen als zodanig gebruikt worden voor het aanleren van de juiste uitspraak van woorden in de lokale Francoprovençaalse taal. Ook wil men de beklemtoning van een woord kunnen expliciteren. In het Graphie de Conflans (Schrift van Conflans) gebeurt dit vaak door strepen onder beklemtoonde lettergrepen voor zo'n lettergreep. Het Schrift van Conflans wordt voornamelijk binnen Frankrijk gebruikt voor de dialecten in de streken rondom Savoye, maar niet voor de verwante dialecten in de buurlanden. In Zwitserland gebruikt men het Schrift van Ernest Schüle, in Aostavallei de Spelling van BREL (BREL - Bureau régional pour l'ethnologie et la linguistique) en in Piëmont de Spelling van Tullio Telmon. Hoewel men allen dezelfde taal spreekt, heeft elke regio zijn eigen fonetische schrijfwijze.
Doordat men schrijft wat men zegt, is het nadeel dat een lezer van buitenaf (zelfs een spreker van een verwant dialect of verwante taal) enorme moeite kan hebben met het begrijpen van een tekst in het plaatselijk dialect. Zonder begeleidende vertaling in het Frans blijft de tekst vaak slechts toegankelijk voor een klein (lokaal) publiek. Toch kent dit schrift een relatief grote populariteit en wordt het veel toegepast.

### Etymologisch schrift
In het jaar 1998 introduceerde de taalwetenschapper Dominique Stich, met steun van de Arpitaanse Culturele Alliantie, een nieuw schrift: het Ortografia de Rèference (Referentieschrift). Dit wordt opgeschreven in het Latijnse alfabet en is een etymologisch schrift. Het is gebaseerd op de spelling van andere Romaanse talen, waaronder de Occitaanse en Franse spelling. Het schrift is eveneens sterk verwant aan de spelling voor het Catalaans van Pompeu Fabra i Poch. Het Referentieschrift houdt rekening met de woordherkomst van Arpitaanse woorden, waardoor de geschreven taal vaak een verwantschap behoudt met het Latijn en andere Romaanse talen. De letters K en W worden nauwelijks gebruikt.
Sinds zijn introductie heeft het Referentieschrift spellingshervormingen ondergaan, voor het laatst in 2001 met de afkondiging van de Ortografia de rèference B (ORB) als opvolger van de Ortografia de rèference A (ORA). Een voordeel is dat de geschreven tekst, door het etymologische karakter van het Referentieschrift, binnen het Francoprovençaalse taalgebied (en zelfs voor lezers met kennis van een Romaanse taal) herkenbaar is. Hierdoor zijn teksten - in tegenstelling tot die in de fonetische spellingen - toegankelijker voor een groter publiek. Daar tegenover staat dat het Referentieschrift symbolen noteert die niet altijd worden uitgesproken in alle Francoprovençaalse dialecten. Hoewel dit verschijnsel in veel andere (literaire) talen al eeuwenlang voorkomt, heeft met name de oudere generatie Francoprovençaalstaligen moeite met het accepteren van dit schrift voor hun taal. Dit schrift wordt veel gebruikt door een relatief jonge generatie in recente literatuur en op het internet.

## Arpitaanse literatuur

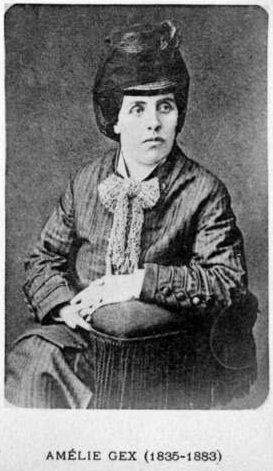
De schrijfster Amélie Gex (1835–1883).

Het voor zover bekend oudste in het Francoprovençaals geschreven boek bevat religieuze teksten uit de 13e eeuw van Marguerite d'Oingt.
Eveneens bekend zijn de gebundelde werken van Nicolas Martin uit 1555, die later in de 20e eeuw door de taalwetenschapper Gaston Tuaillon zijn onderzocht en heruitgebracht onder de titel Noëls & Chansons. Er zijn een handvol schrijvers die in het Francoprovençaals geschreven hebben. Onder hen bevindt zich de bekende Amélie Gex.

## Vergelijking
| Een tekstfragment in meerdere Romaanse talen en in het Nederlands ter vergelijking. | Een tekstfragment in meerdere Romaanse talen en in het Nederlands ter vergelijking. | Een tekstfragment in meerdere Romaanse talen en in het Nederlands ter vergelijking. | Een tekstfragment in meerdere Romaanse talen en in het Nederlands ter vergelijking. | Een tekstfragment in meerdere Romaanse talen en in het Nederlands ter vergelijking.                                                                                            | Een tekstfragment in meerdere Romaanse talen en in het Nederlands ter vergelijking. |
| --- | --- | --- | --- | --- | --- |
| Francoprovençaals Tôs los étres homans nêssont libros et ègals en dignitât et en drêts. Ils ant rêson et conscience et dêvont fâre los uns envèrs los ôtros dedens un èsprit de fraternitât. | Catalaans Tots els éssers humans neixen lliures i iguals en dignitat i en drets. Són dotats de raó i de consciència, i han de comportar-se fraternalment els uns amb els altres amb un esperit de germanor. | Français Tous les êtres humains naissent libres et égaux en dignité et en droits. Ils sont doués de raison et de conscience et doivent agir les uns envers les autres dans un esprit de fraternité. | Occitaans Totas las personas naissen liuras e egalas en dignitat e en drech. Son dotadas de rason e de consciéncia e lor cal se comportar los unes ambe los autres ambe un esperit de frairessa. | Italiaans Tutti gli esseri umani nascono liberi e uguali in dignità e in diritti. Sono dotati di ragione e di coscienza e devono comportarsi fraternalmente l'uno con l'altro. | Nederlands Alle mensen worden vrij en gelijk in waardigheid en rechten geboren. Zij zijn begiftigd met verstand en geweten, en behoren zich jegens elkander in een geest van broederschap te gedragen. |

### Onzevader
(Noot: de voorbeelden in het Francoprovençaals zijn zowel in dit lemma als in het gehele artikel opgeschreven volgens het principe van het Referentieschrift).
Hier volgt een tekstvoorbeeld met een vergelijking tussen het Onzevader (een christelijk gebed) in het Nederlands en het Arpitaans:
| Nederlandse versie (NBG) | Versie in het Francoprovençaals |
| --- | --- |
| Onze Vader Die in de Hemelen zijt, Uw Naam worde geheiligd; Uw Koninkrijk kome; Uw wil geschiede, gelijk in de Hemel als op de aarde. Geef ons heden ons dagelijks brood; en vergeef ons onze schulden, gelijk ook wij vergeven onze schuldenaren; en leid ons niet in verzoeking, maar verlos ons van de Boze. | Nouhtron Pâre, qu'és u cièl; Que ton Niom sêt sanctifiâ; Que ton règno vegnésse; Que ta volontât sêt féta, Sur la tèrra coment u cièl. Balye-nos houé nouhtron pan de ceti jorn; pardona-nos nouhtres ofenses, coment nos pardonens d'étot a celos que nos ant ofensâs; Et nos somèts pas a la tentacion, mas dèlivre-nos du mâl. |

### Verwante onderwerpen
- Arpitanië, het taalgebied waar de Arpitaanse taal gesproken wordt.
- De Arpitaanse Beweging, politieke beweging die het bestaan van een Arpitaanse identiteit, taal en cultuur verdedigt.